# Hôtel de ville d'Aire-sur-l'Adour
L'hôtel de ville d'Aire-sur-l'Adour est un bâtiment administratif accueillant les services de la mairie d'Aire-sur-l'Adour, commune du département français des Landes. Il est inscrit aux Monuments historiques par arrêté du 11 mai 2015.

## Présentation
L'édifice est construit au XVIIe siècle pour être le palais des évêques d'Aire, officiant à la cathédrale Saint-Jean-Baptiste d'Aire. Il est acquis par la Ville en 1911 et devient l'hôtel de ville en 1927.

### Historique
Un premier palais épiscopal, construit au XIIe siècle, est détruit lors des guerres de Religion en 1569 par les troupes protestantes du chevalier de Montgommery. L'évêque Gilles Boutault et son successeur Jean-Louis de Fromentières font rebâtir l'évêché à partir de 1627. Les plans du XVIIIe siècle montrent que les jardins de l'évêché s'étendaient jusqu'à l'Adour. L'ensemble comprenait un secrétariat, une orangerie, un fenil et des greniers. 
Aire ayant perdu son statut de siège d'un diocèse du fait de la Constitution civile du clergé en 1790, le bâtiment ne sert plus de résidence épiscopale jusqu'en 1822, lorsque Aire et Dax deviennent conjointement le siège d'un nouveau diocèse. Cependant, les évêques du XIXe siècle, préférant résider à Dax, occupent peu les lieux. 
En 1905, à cause de la Loi de séparation de l'Eglise et de l'Etat, l'édifice cesse d'appartenir à l'Eglise catholique, et il est acquis par la ville en 1911. Il abrite un hôpital militaire pendant la Première Guerre mondiale. L'édifice accueille depuis 1927 l'hôtel de ville. Il est inscrit aux monuments historiques le 11 mai 2015,.

### Architecture
Le bâtiment dispose d'un escalier d'honneur en pierre, ainsi que d'une salle du conseil peinte et décorée de boiseries. Au pied de l'escalier d'honneur est installé un dépôt lapidaire, qui comprend notamment un chapiteau mérovingien et des fragments de mosaïques. A l'occasion de divers travaux au cours des XIXe et XXe siècle ont été mises au jour des fragments de mosaïques qui dateraient du IVe siècle.